# Carsten Pump
Pour les articles homonymes, voir Pump.
Carsten Pump, né le 30 septembre 1976 à Dresde, est un biathlète allemand. Il est auteur d'un podium individuel en Coupe du monde et champion d'Europe de l'individuelle en 2005.

## Carrière
L'Allemand fait ses débuts en coupe d'Europe de biathlon en 1999 à Jablonec nad Nisou (République tchèque). Il fait sa première apparition en coupe du monde en 2002 à Östersund en Suède. Dès sa première course, l'Allemand marque ses premiers points grâce à une 26e place lors d'un sprint. La forte densité de l'équipe nationale allemande oblige cependant le biathlète à concourir en Coupe d'Europe, l'antichambre de la coupe du monde. Il y obtient quelques succès ainsi que plusieurs podiums lors des championnats d'Europe. Il participe plus régulièrement aux épreuves de coupe du monde en 2005, année au cours de laquelle il figure pour la première fois dans les quinze premiers sur une épreuve. En 2006, Carsten Pump obtient son premier top 10 à Kontiolahti.
Le 1er décembre 2007, alors qu'une neuvième place constituait jusqu'à présent son meilleur résultat en coupe du monde, l'Allemand monte sur la troisième marche du podium lors du premier sprint de la saison 2008 à Kontiolahti (Finlande). 

## Palmarès

### Coupe du monde
- Meilleur classement général : 34e en 2008.
- 1 podium individuel : 1 troisième place.

#### Classements annuels
| Année | Classement général final |
| 2003  | 77e                      |
| 2006  | 50e                      |
| 2007  | 46e                      |
| 2008  | 34e                      |

### Championnats d'Europe
- Médaille d'or du relais en 2003 et 2007.
- Médaille d'or de l'individuelle en 2005.
- Médaille d'argent de la poursuite en 2005.
- Médaille de bronze du sprint en 2003 et 2006.
- Médaille de bronze du relais en 2005.